# Мариупольский городской совет
Мариупольский городской совет — одна из административно-территориальных единиц в составе Донецкой области.
Здание городского совета расположено в Центральном районе на проспекте Мира, 70 на Административной площади.

## Состав
2019 год:
Мариупольский городской совет — 461 417 чел.
- город Мариуполь — 440 367 чел.
- пгт Сартана — 10 350 чел.
- пгт Старый Крым — 5 887 чел.
- пгт Талаковка — 3 959 чел.
- Сельское население — 854 чел.

## Население
| Численность Мариупольского городского совета | Численность Мариупольского городского совета | Численность Мариупольского городского совета | Численность Мариупольского городского совета | Численность Мариупольского городского совета | Численность Мариупольского городского совета | Численность Мариупольского городского совета |
| 1939                                         | 1959                                         | 1970                                         | 1979                                         | 1989                                         | 2001                                         | 2019                                         |
| -------------------------------------------- | -------------------------------------------- | -------------------------------------------- | -------------------------------------------- | -------------------------------------------- | -------------------------------------------- | -------------------------------------------- |
| 242 616                                      | ↗300 787                                     | ↗436 129                                     | ↗524 101                                     | ↗540 885                                     | ↘514 548                                     | ↘461 417                                     |

## История
С 20 мая 2015 года, на основании специального Постановления Верховной Рады Украины "О внесении изменений в Постановление Верховной Рады Украины от 11 декабря 2014 года № 32 — VII «Об изменениях в административно-территориальном делении Донецкой области, изменении и установлении границ Волновахского, Новоазовского и Тельмановского районов Донецкой области», в состав г. Мариуполя «временно, до перехода под контроль органов государственной власти и органов местного самоуправления неконтролируемых ими населенных пунктов Донецкой области» были включены земли Виноградненского сельского совета (в том числе территории села Виноградное, села Пионерское, села Приморское), раннее входившие в состав Волновахского, а перед тем Новоазовского районов Донецкой области. Территория городского совета Мариуполя таким образом была увеличена на 2282,7 гектара до 20396 га.

## Депутатский состав
2010 (76 депутатов) — 64 от Партии регионов, 4 — от КПУ, 4 — от «Фронта перемен», 2 — от Социалистической партии Украины, 2 — от «Сильной Украины».
2015 (54 депутата) — 45 от «Оппозиционного блока», 5 — от «Силы людей», 4 — от «Нашего края».
2020 (54 депутата) — 22 от «Блока Вадима Бойченко», 19 от ОПЗЖ, 5 от Партии Шария, 4 от «Силы людей», 4 от «Слуги народа».

## Здание горсовета

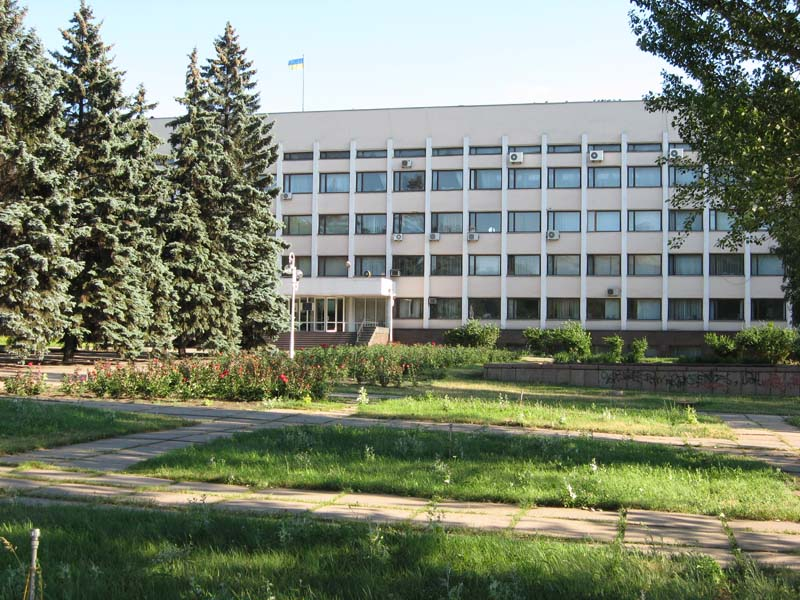
Здание в 2007 году

Здание Мариупольского горисполкома построено в 1970 году. До Октябрьской революции на месте современного здания располагалась выгребная яма, а во время Второй мировой войны на этом месте дислоцировалась немецкая артиллерийская батарея.
В ходе протестов в Мариуполе 13 апреля 2014 года здание горсовета было захвачено пророссийскими активистами. 7 мая 2014 года силами Мариупольской народной дружины здание было освобождено от пророссийских активистов. 11 мая 2014 года стало известно о пожаре в здании.
Частично обгоревшее здание стало непригодно к дальнейшему использованию и стояло в таком виде до 2019 года, когда Европейский банк реконструкции и развития выделил средства на финансирование на ремонт сооружения. На полную реконструкцию было выделено 117 млн гривен. В 2020 году начался демонтаж внутренних перегородок и старой отделки здания. По состоянию на апрель 2021 года в здании продолжался ремонт.

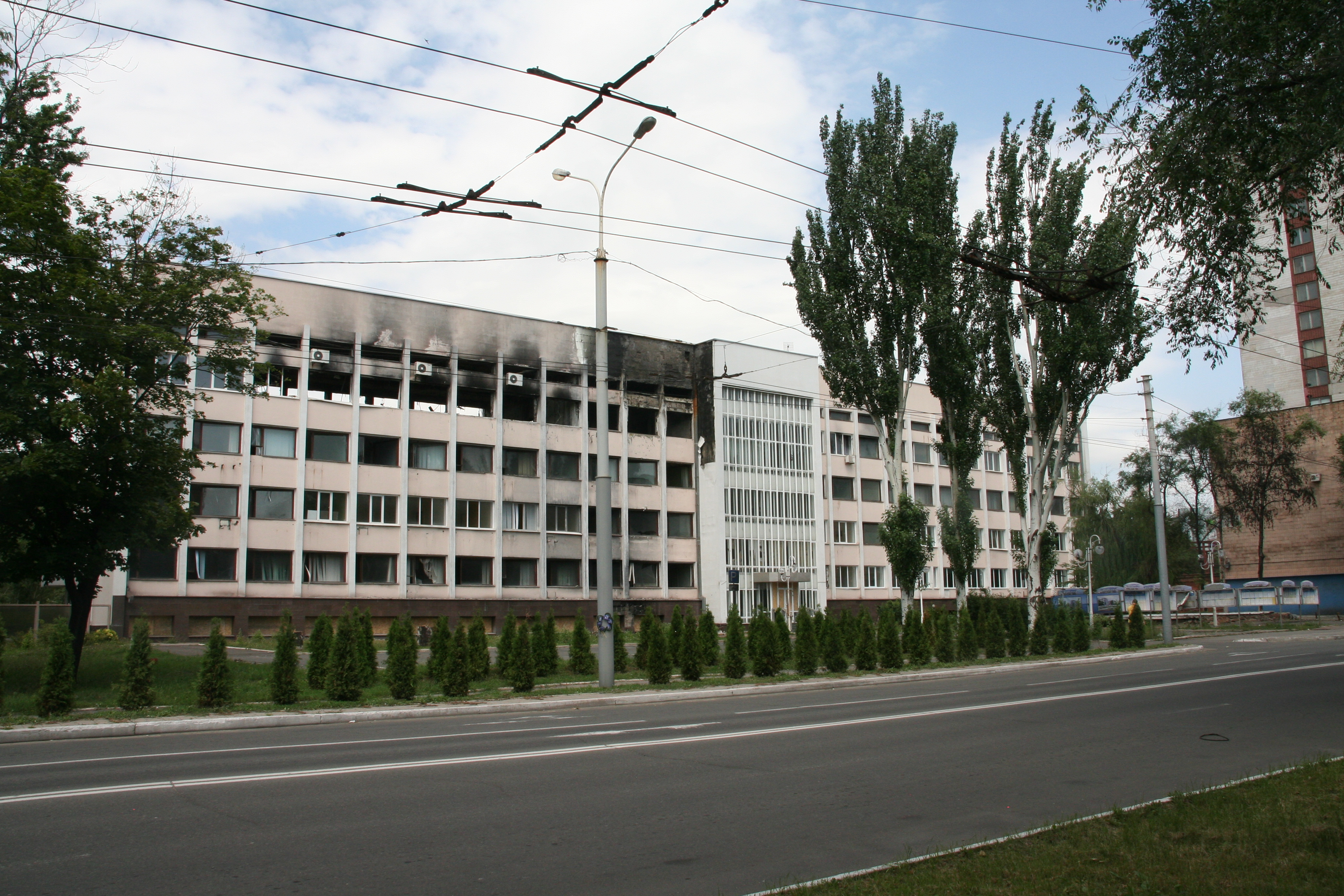
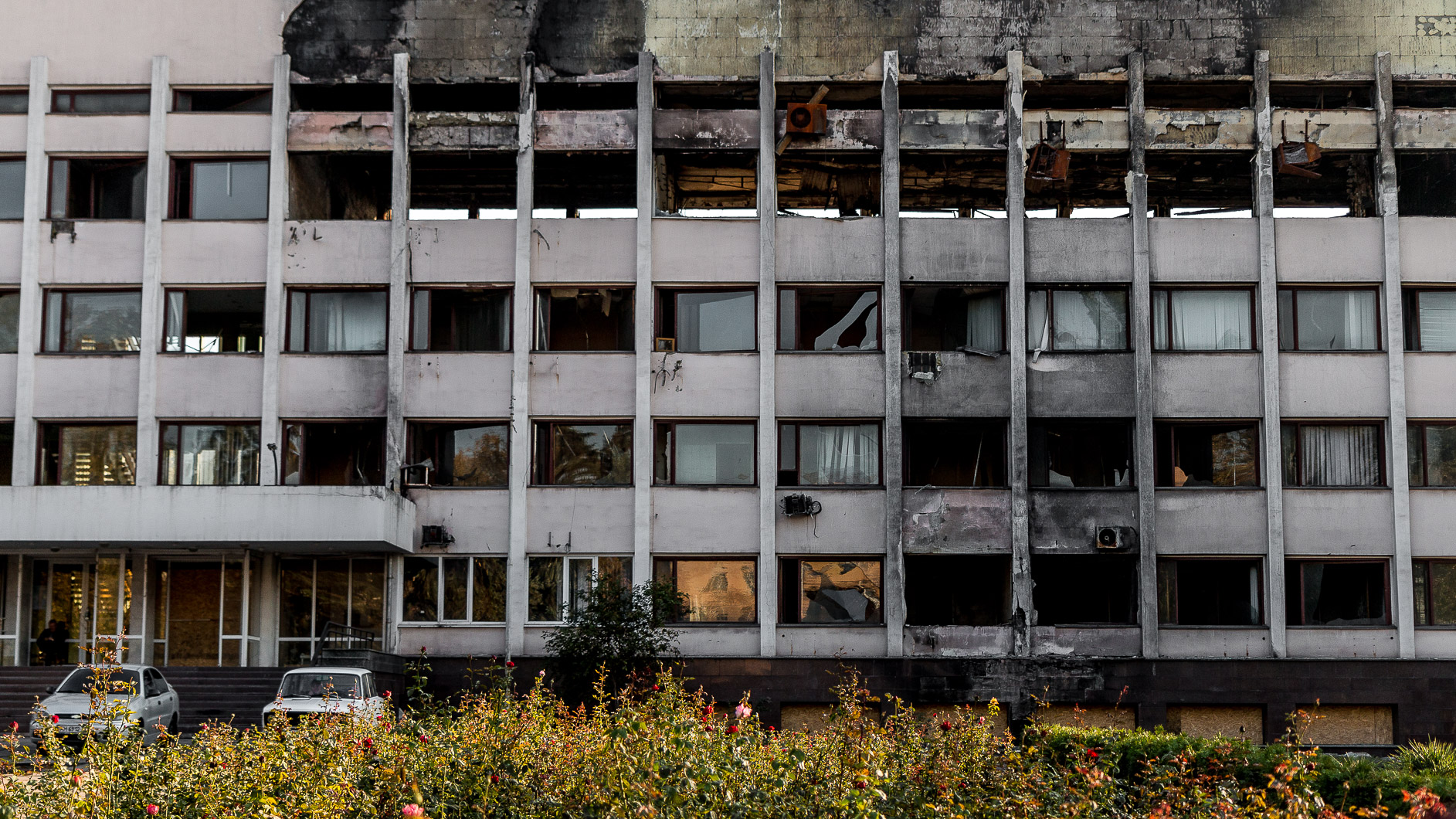
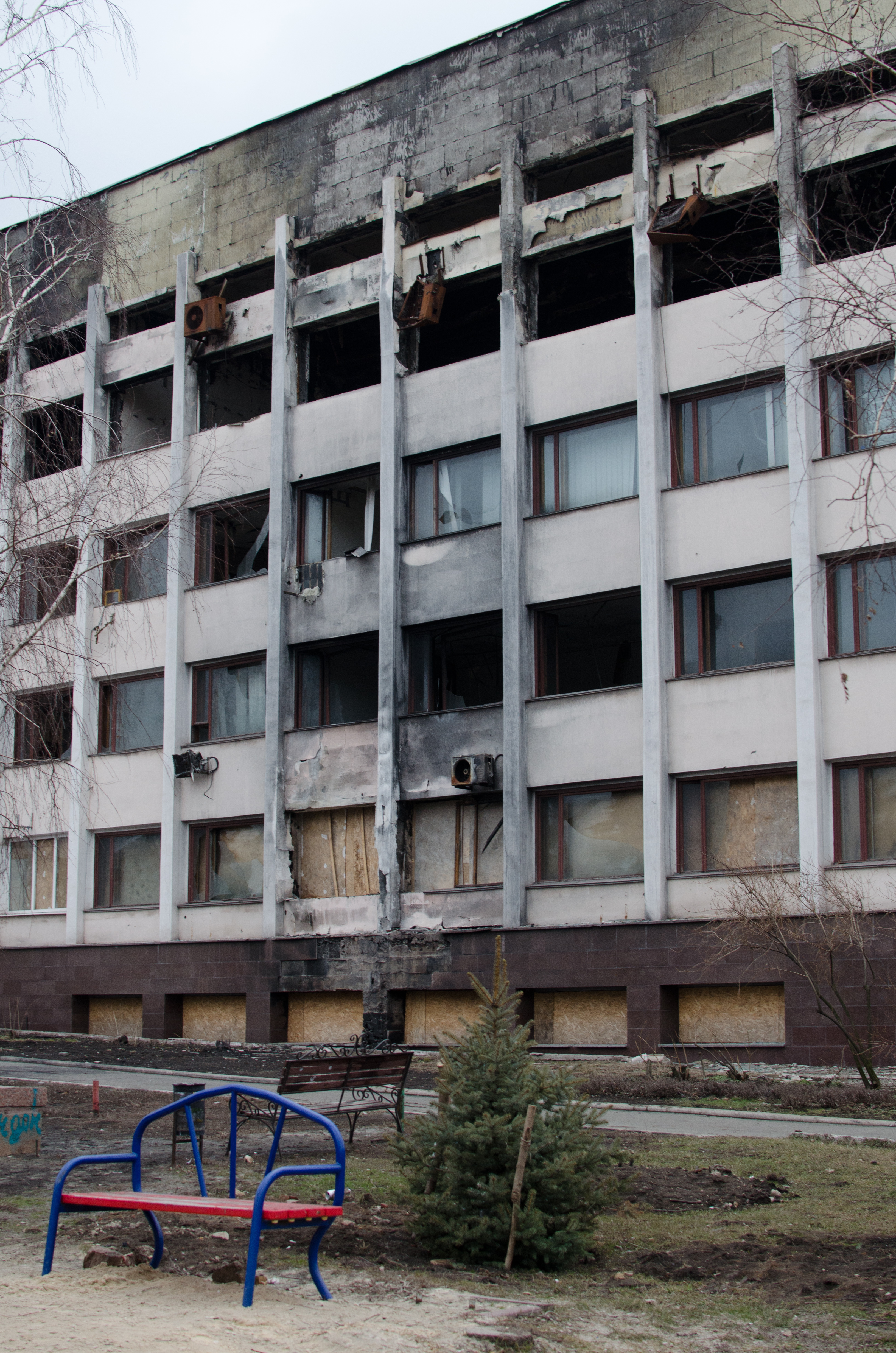
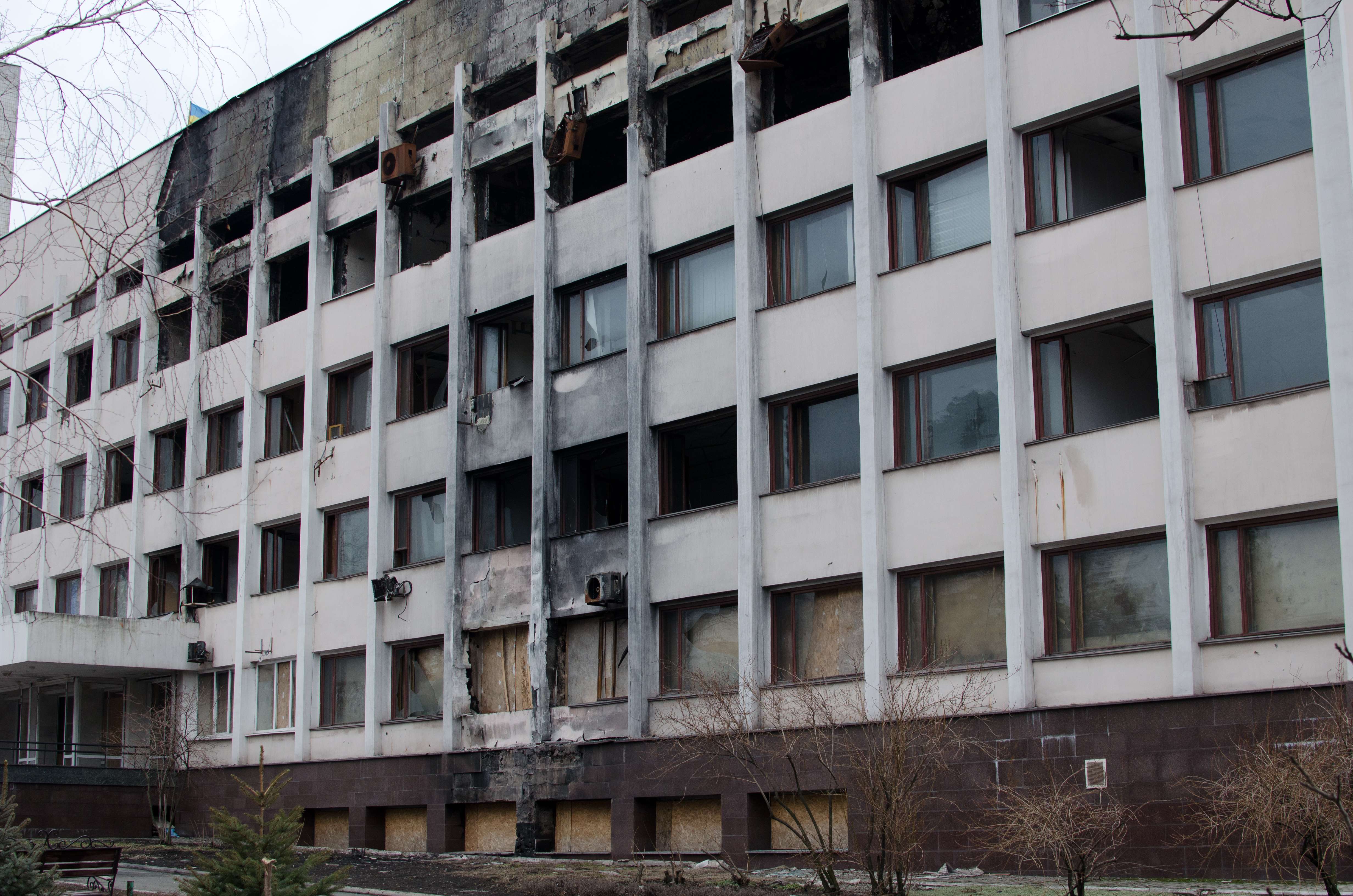
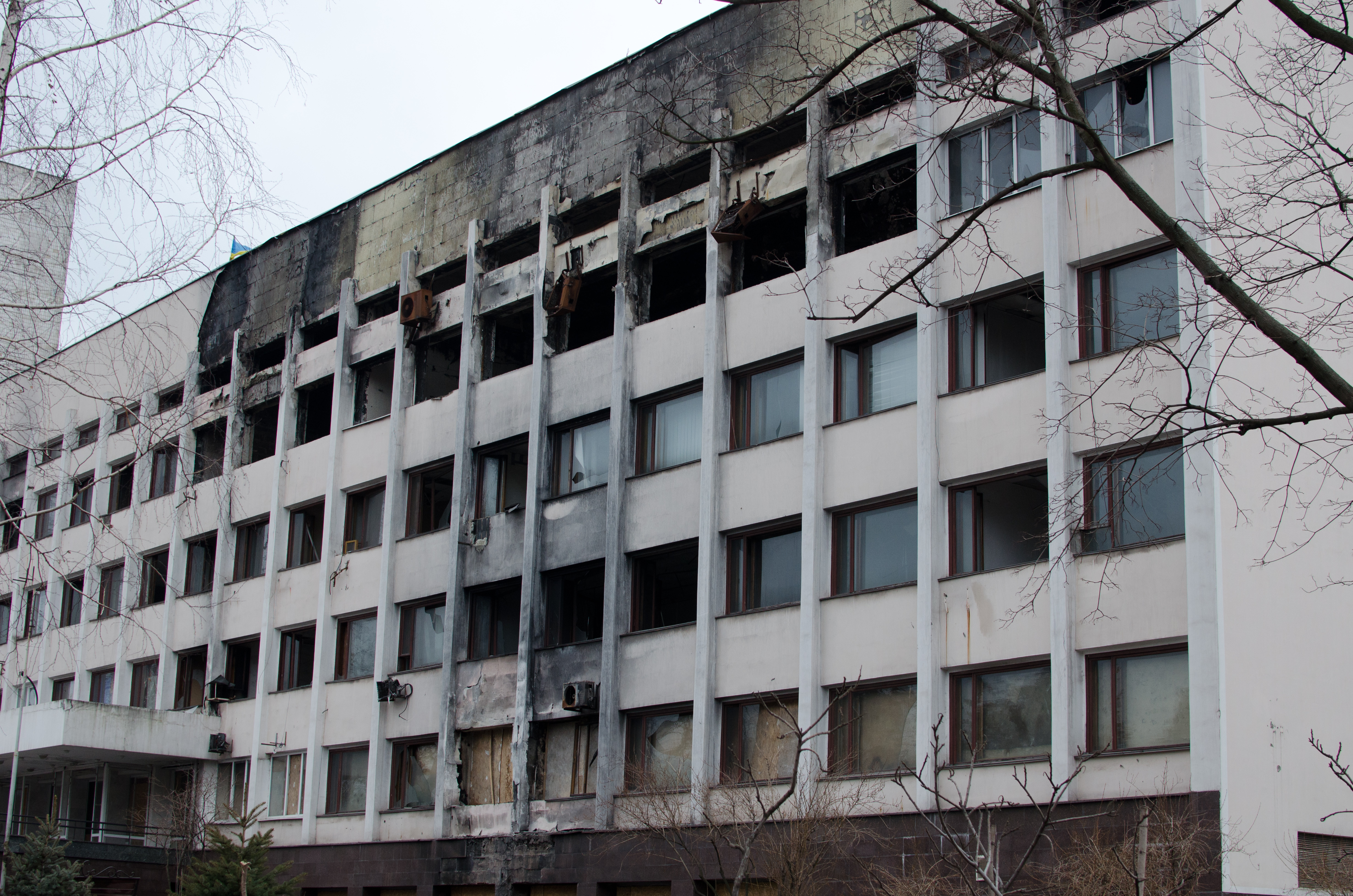
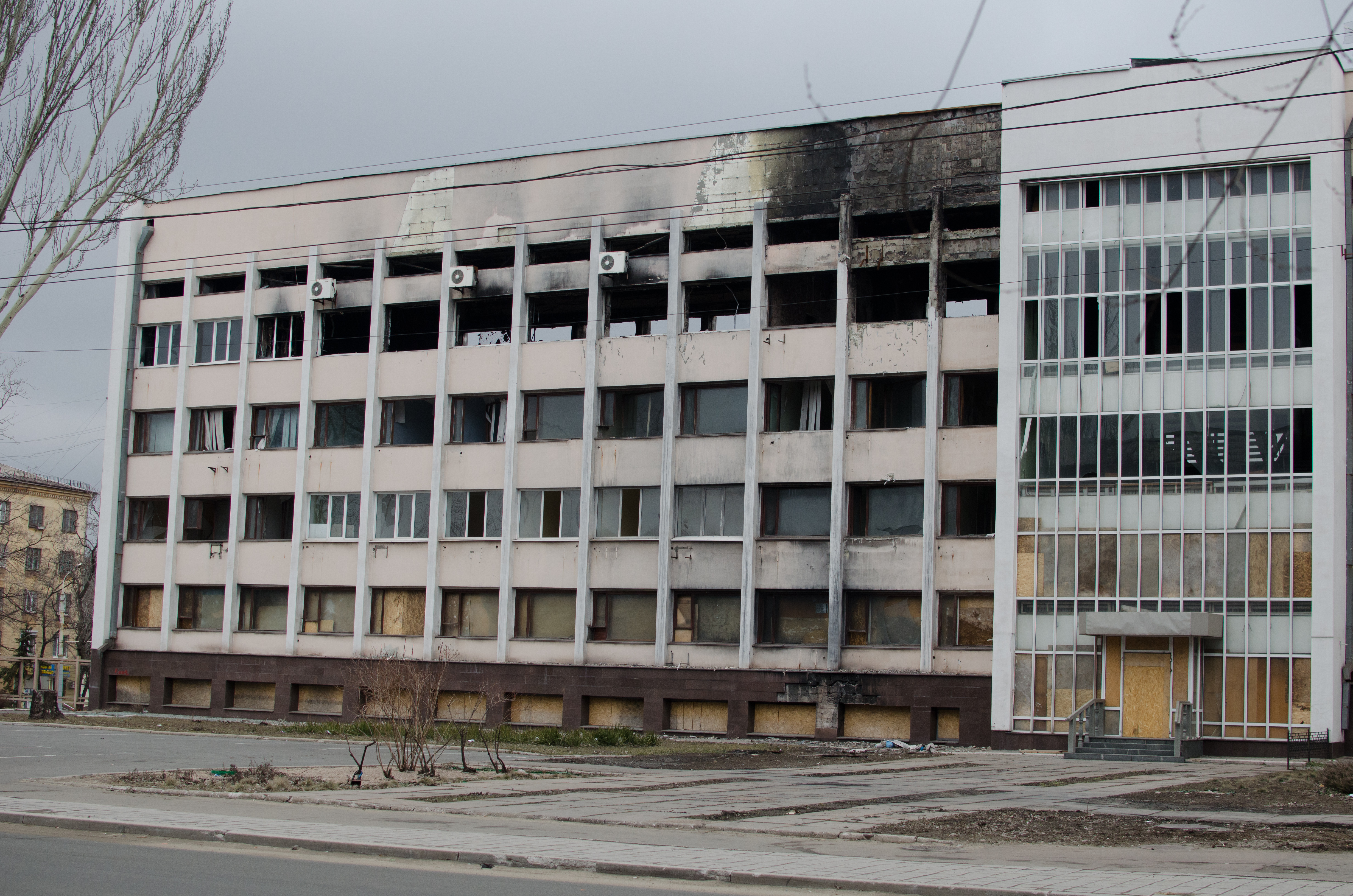